# Empèdocles
Empèdocles (grec antic: Ἐμπεδοκλῆς)  (Acragant, c. 494 aC - Etna, c. 434 aC) va ser un filòsof presocràtic de l'antiga Grècia que feia part de l'escola pluralista. La seva obra, que només es conserva en fragments, és escrita en hexàmetres, de manera que també es considera poeta; a més, també va destacar com a metge i fou considerat, addicionalment, dramaturg i profeta.

## Biografia
Es va criar probablement en l'època en què a Acragant governava Teró (488-473 aC), i es va unir a la revolució que va enderrocar Trasideu, fill i successor de Teró, que fou un exemple per a altres ciutats gregues. El pare d'Empèdocles, Metó, ja havia participat en una revolució contra el seu tirà.
Va participar en la formació d'un govern igualitari i que afavorís els pobres perseguint els aristòcrates. Li fou ofert el títol reial, però el va refusar. Es diu que va pretendre aconseguir un govern basat en la igualtat civil, però no es va assolir mai, si més no en la seva vida. Fou també un orador brillant.
Va visitar l'Hèl·lada, amb seguretat el Peloponnès i segurament també Atenes; també visità, suposadament, la colònia de Túrios, a la Magna Grècia (vers 446 aC). El mateix Diògenes Laerci explica que hi ha diferents opinions sobre la seva mort. Tanmateix, la versió més coneguda (i improbable al mateix temps) és la d'un suïcidi llençant-se al cràter de l'Etna.
Entre els seus deixebles es compta Gòrgies de Leontins, el sofista i retòric.

## Obres
Va deixar diverses obres escrites, totes perdudes. Entre les més importants i conegudes per més fragments hi ha les Purificacions (Καθαρμοί), un poema en 3.000 hexàmetres en què recomana una bona conducta moral, i també un poema sobre la natura (Περί φύσεως), de 2.000 hexàmetres.

## Teoria filosòfica
Empèdocles considera que els elements primers, als quals es referia com a «arrels», són els quatre elements (terra, aigua, aire i foc), i que totes les altres coses es formen o destrueixen a partir de la barreja o separació d'aquests quatre elements per l'acció alternativa de dos principis de moviment:
- L'amor (φιλότης, filotes), força centrípeta que manté les arrels unides en una esfera perfecta
- L'odi (νείκος, neikos), força centrífuga que impulsa la separació de les quatre arrels[2]

El predomini alternatiu de cada una d'aquestes forces sobre els quatre elements dona pas a la formació i destrucció de mons successius.
Pel que fa a l'origen del món, segons Empèdocles cadascun dels quatre elements es va anar separant, començant per l'aire, sota l'acció d'un vòrtex iniciat per la discòrdia. En una segona fase, el centre va ser-ne el Sol. Després, a partir de l'amor, es van crear els animals.
A banda d'això, el pensament religiós d'Empèdocles mostra similituds amb les teories dels eleàtics i els pitagòrics, però no va adoptar gaires dels seus principis fonamentals (encara que s'avenia amb els darrers sobre la creença en l'emigració de l'ànima). També rebutjava menjar faves i carn d'animals.
Una de les sentències que s'han conservat fa referència a l'esfericitat de la Terra: «El món té forma d'esfera».

## Impacte de la seva mort

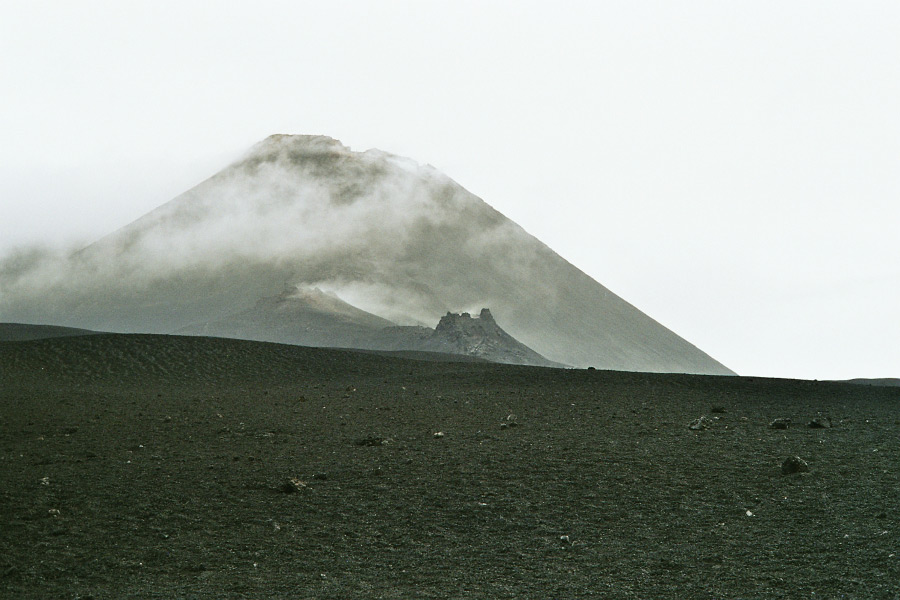
L'Etna, escenari del suposat suïcidi d'Empèdocles

Diògenes Laerci narra la llegenda de la mort d'Empèdocles llançant-se a l'interior del volcà Etna. Això va fer que la gent cregués que el seu cos havia desaparegut i s'havia transformat en un déu immortal; mentre que el volcà, com a prova del fet, hauria retornat una de les seves sandàlies en bronze. Una altra llegenda deia que Empèdocles s'havia llançat al volcà per a demostrar als seus deixebles que era immortal, en la creença que tornaria en forma de déu després d'haver estat consumit per les flames. Horaci també feia referència a la mort d'Empèdocles en la seva Art poètica (v. 465-466), en què acceptava el dret dels poetes a autodestruir-se.
Llucià, en la seva comèdia Icaro-Menippus, escrita al segle ii, satiritzava el final de la vida d'Empèdocles. En comptes de ser incinerat per les flames de l'Etna, ascendia als cels per l'explosió del volcà. Encara que una mica socarrimat pel suplici, Empèdocles sobrevivia i continuava la seva vida a la Lluna, sobrevivint alimentant-se de la rosada.
La mort del filòsof també ha servit d'inspiració a autors moderns. És el tema de l'obra de Friedrich Hölderlin, Tod des Empedokles ('Mort d'Empèdocles'), de la qual hi ha dues versions: l'una del 1798 i una altra del 1800. Matthew Arnold va escriure un poema titulat Empedocles on Etna (1826), una narrativa de les darreres hores abans de saltar al cràter. Marcel Schwob li dedicà un capítol («Empèdocles, presumpte déu») a les seves Vides imaginàries (1896).
Bertrand Russell, en la seva Història de la filosofia occidental, també fa referència a la seva mort.
El 2006, un enorme volcà subaquàtic de la costa de Sicilia va ser nomenat Empèdocles en memòria del filòsof.
Alfred Jarry li va atribuir l'origen de la patafísica, juntament amb Hipòcrates de Quios.